# Lissochlora
Lissochlora är ett släkte av fjärilar. Lissochlora ingår i familjen mätare.

## Dottertaxa tillLissochlora, i alfabetisk ordning[1]
- Lissochlora albifimbriata
- Lissochlora albociliaria
- Lissochlora alboseriata
- Lissochlora araeomita
- Lissochlora bryata
- Lissochlora calida
- Lissochlora carmen
- Lissochlora cecilia
- Lissochlora cushiensis
- Lissochlora daniloi
- Lissochlora diarita
- Lissochlora discipuncta
- Lissochlora dispilata
- Lissochlora dubiaria
- Lissochlora duplex
- Lissochlora ella
- Lissochlora eugethes
- Lissochlora flavifimbriata
- Lissochlora florifera
- Lissochlora freddyi
- Lissochlora hena
- Lissochlora hoffmannsi
- Lissochlora iguala
- Lissochlora inconspicua
- Lissochlora jenna
- Lissochlora jocularia
- Lissochlora latuta
- Lissochlora licada
- Lissochlora liriata
- Lissochlora manostigma
- Lissochlora molliculata
- Lissochlora mollissima
- Lissochlora monospilonota
- Lissochlora montana
- Lissochlora multiseriata
- Lissochlora neodmes
- Lissochlora nigricornis
- Lissochlora nigripes
- Lissochlora nortia
- Lissochlora paegnia
- Lissochlora pasama
- Lissochlora pectinifera
- Lissochlora plenifimbria
- Lissochlora punctiseriata
- Lissochlora purpureotincta
- Lissochlora purpureoviridis
- Lissochlora quotidiana
- Lissochlora resurgens
- Lissochlora rhodonota
- Lissochlora ronaldi
- Lissochlora rufiguttata
- Lissochlora rufipicta
- Lissochlora rufoseriata
- Lissochlora salubris
- Lissochlora sanguinipunctata
- Lissochlora smaragdina
- Lissochlora stacta
- Lissochlora tenuilinea
- Lissochlora venilineata
- Lissochlora viridifimbria
- Lissochlora viridilinea
- Lissochlora vividata